# Tommaso Salvadori
Tommaso Salvadori també conegut com a comte Adelardo Tommaso Salvadori Paleotti o comte Tommaso Salvadori Adlard (Porto San Giorgio, 30 de setembre de 1835 - Torí, 9 d'octubre de 1923) fou un patriota i naturalista italià. Va ser potser l'ornitòleg italià més important de tots els temps.

## Biografia
Salvadori va néixer a Porto San Giorgio, com a fill del comte Luigi Salvadori i Ethel Welby, que era anglesa. Va estudiar medicina a Pisa i Roma i es va graduar en medicina a la Universitat de Pisa.
Va participar en l'expedició militar de Garibaldi a Sicília (l'Expedició dels Mil), en la qual serví com a oficial mèdic.
Va ser ajudant del Museu de Zoologia el 1863, i es convertí en vicepresident del Museu d'Història Natural de Torí el 1879.

## Tasca com a naturalista
Tommaso Salvadori va manifestar d'antuvi un interès per les aus i va publicar un catàleg de les aus de Sardenya el 1862.
Va ser especialista en aus d'Àsia. Va estudiar les àmplies col·leccions d 'ocells d'aquestes regions, a càrrec del Museu d'Història Natural de Gènova i les col·leccions d'aus de l'Índia Oriental a París, Londres, Berlín i Leyden.
En 1880, es va dirigir al Museu Britànic d'Història Natural de Londres per treballar en tres volums del seu Catàleg de les aus.
El faisà de Salvadori (Lophura inornata) honora el seu nom, així com el Varanus salvadorii, que també es coneix com a Artellia.
Moltes altres espècies d'aus porten el seu nom, per exemple el lloret de Salvadori (Psittaculirostris salvadorii), el lloro menut carabrú (Micropsitta keiensis), l'enganyapastors de Salvadori (Caprimulgus pulchellus), el botxí formiguer de Salvadori (Myrmotherula minor), l'eremomela de Salvadori (Eremomela salvadorii), el gafarró de Salvadori (Serinus xantholaemus), l'ànec de Salvadori (Salvadorina waigiuensis) i altres.
És autor de fins a 300 publicacions d'ornitologia.

## Obres
A continuació reproduïm una llista parcial dels treballs que publicà:
- Monografia del Gener Ceyx Lacépède. Torino (1869) (Atti della Accademia delle Scienze di Torino)
- Nuove specie di uccelli dei generi Criniger, Picus ed Homoptila Nov. Gen.. Torino (1871) (Atti della R. Accademia delle Scienze)
- Intorno al Cypselus horus . Torino (1872) (Atti della R. Accademia delle Scienze) coautore: O. Antinori
- Intorno ad un nuovo genere di Saxicola . Torino (1872) (Atti della R. Accademia delle Scienze) coautore: O. Antinori
- Nuova specie del Genere Hyphantornis . Torino (1873) (Atti della R. Accademia delle Scienze)
- Di alcune specie del Genere Porphyrio Briss.. Torino (1879) (Atti della R. Accademia delle Scienze)
- Ornitologia della Papuasia e delle Molucche. Torino (1879) (Atti della R. Accademia delle Scienze)
- Osservazioni intorno ad alcune specie del Genere Collocalia G.R. Gr.. Torino (1880) (Atti della R. Accademia delle Scienze)
- Collezioni ornitologiche fatte nelle isole del Capo Verde da Leonardo Fea. Annali Museo Civico di Storia Naturale di Genova (2) 20: 1–32. (1889)
- Catalogue of the Psittaci, or parrots, in the collection of the British museum. London (1891)
- Catalogue of the Columabe, or pigeons, in the collection of the British museum. London (1893)
- Catalogue of the Chenomorphae (Palamedeae, Phoenicopteri, Anseres) Crypturi and Ratitae in the collection of the British Museum. London (1895)
- Due nuove specie di Uccelli dell'Isola di S. Thomé e dell'Isola del Principe raccolte dal sig. Leonardo Fea. Bollettino della Società dei Musei di Zoologia ed Anatomia comparata della R. Università di Torino (1901)
- Uccelli della Guinea Portoghese raccolti da Leonardo Fea. Annali del Museo Civico di Storia Naturale di Genova (1901)
- Caratteri di due nuove specie di Uccelli di Fernando Po. Bollettino della Società dei Musei di Zoologia ed Anatomia comparata della R. Università di Torino (1903)
- Contribuzioni alla ornitologia delle Isole del Golfo di Guinea. Memorie della Reale Academia delle Scienze di Torino, serie II, tomo LIII (1903)
  - I – Uccelli dell'Isola del Principe
  - II – Uccelli dell'Isola di San Thomé
  - III – Uccelli di Anno-Bom e di Fernando Po